# Damian Poprawa
Damian Rafał Poprawa (ur. 16 marca 1987 w Chorzowie) – autor książek, przedsiębiorca, współzałożyciel polskiej federacji Wotore, pierwszej w Polsce organizacji promującej walki na gołe pięści.

## Działalność społeczna
W wieku 4 lat został porzucony przez matkę, a opiekę nad nim przejęła babcia. W podziękowaniu dla niej wydał w 2021 roku książkę pt. Wolna. Autor dzieli się w niej historiami ze swojej przeszłości i pokazuje, jaki wpływ na dorosłe życie mogą mieć wypracowane w dzieciństwie schematy. 

"[...]Właśnie od nich zależy to, jak postrzegasz świat i co najważniejsze - siebie. One wyznaczają Ci kierunek i podpowiadają, jakie osoby wpuścić do swojej codzienności. Prawdopodobnie dzięki nim..., a raczej przez nie, trafiłaś do punktu, z którego nie potrafisz teraz wyjść."

### Nagrody i wyróżnienia
We wrześniu 2021 Wolna ze średnią 9/10 z niespełna 1 000 ocen znalazła się na honorowej liście TOP 100 najlepszych publikacji, prowadzonej przez najpopularniejszy w Polsce serwis poświęcony książkom — Lubimyczytac.pl.

### Grupa Wsparcia
W lipcu 2020 roku Poprawa utworzył w mediach społecznościowych zamkniętą grupę wsparcia dla kobiet po przejściach. W ciągu roku dołączyło do niej ponad 7,5 tys. kobiet.

## Wotore

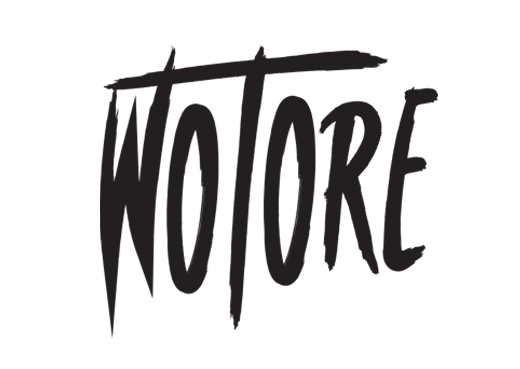
logo Wotore

W 2019 roku wspólnie z Januszem Obcowskim i zawodnikiem MMA Maciejem Browarskim założył pierwszą w Polsce federację organizującą walki na gołe pięści – Wotore. Pojedynki odbywają się na otwartej arenie – w formule MMA bez rękawic, co jest powrotem do tradycji dawnych gal Vale Tudo, czy pierwszych edycji UFC. Turniej odbywa się systemem pucharowym. Zwycięzca otrzymuje nagrodę w wysokości 50 000zł, a przegrany odchodzi z niczym. Zwycięzcą pierwszej gali został Marek Samociuk – walczył również dla KSW, gdzie brutalnie rozbił faworyta pojedynku, sześciokrotnego mistrza Polski w kick-boxingu Izu Ugonoha. Dotychczas odbyło się 5 gal. Na otwartej arenie Wotore walczyli m.in. Łukasz Parobiec – półfinalista turnieju drabinkowego Gromda, oraz Michał Pasternak – były zawodnik singapurskiej organizacji One Championshinp.
Poprawa trenował boks i brazylijskie jiu-jitsu w chorzowskim klubie Gracie Barra Chorzów. To tam poznał Macieja Browarskiego, z którym później zorganizował pierwszą galę Wotore. O pomoc przy promocji projektu zwrócił się do swoich znajomych ze świata sportu. Wsparli go Przemysław Saleta, Michał Wlazło, Tomasz Drwal, Marcin Różalski i spokrewniony z nim Artur Sowiński. W marcu 2020 roku ku zaskoczeniu kibiców organizacji, sprzedał 44% udziałów i odszedł z organizacji.

## Życie prywatne
Żonaty z Karoliną Stelmańską–Poprawa, ma dwie córki: Różę, Amelię.

## Publikacje
- Siła. Odkryj swoją moc i przekaż ją dalej, 2025, ISBN 978-83-959298-1-6[25]
- Rozkochaj mnie w sobie do szaleństwa!, 2022, ISBN 978-83-959298-5-4[26]
- Girl, He's Not Worth It!, 2021, ISBN 978-83-959298-4-7[27]
- Wolna – O trudnej sztuce kończenia niezdrowych relacji, 2021, ISBN 978-83-959298-2-3[28]